# 신탁회사
신탁회사(信託會社, trust company)는 수탁자로 활동하는 기업이다. 전문 신탁 기업은 예를 들어 다양한 유형의 신탁 수탁자를 전문으로 하는 은행이나 로펌에 의해 소유되거나 독립 소유될 수 있다.
신탁이라는 이름은 다른 이를 대신하여 금융 자산을 관할하는 자인 수탁자로서의 활동을 할 수 있음을 의미한다.
수탁자는 투자금을 관리하고 기록을 하며 자산을 관리하고 고지금, 의료비를 납부하는 등의 일을 한다.

## 업무
대한민국 기준으로 신탁은행의 업무는 신탁업과 은행업으로 대별할 수 있으며 각각 독립된 계정을 가지고 있다. 또 신탁업이나 은행업이나 그 업무는 주로 수신업무(受信業務：자금의 조달 및 受託)와 여신업무(與信業務：자금의 공급 및 수탁재산의 운용)의 활동이라고 할 수 있는데, 이들 활동을 지원하기 위하여 기획·조사·인사관리·업무추진·사무관리·유가증권·부동산 및 기업에 대한 투자 및 관리, 서무업무 부문 등 후방(後方) 지원부문이 있다.

### 유가증권의 신탁
有價證券－信託    관리유가증권신탁·운용유가증권신탁 및 처분유가증권 신탁의 3종이 있는데, 관리유가증권 신탁은 관리(증권의 보관, 주식배당금수령 및 채무의 원리금추심 등), 서비스만을 제공하는 것이고, 운용유가증권신탁은 수탁유가증권을 제3자에게 대여 등의 방법으로 운용하여 그 운용수익까지도 수익케 하는 것이며, 처분유가증권신탁은 유가증권의 처분에 관한 서비스를 제공하고 처분시까지의 관리도 하는 것인데, 이 제도는 증권화시의 매매위탁업무를 중개하는 기능이 신탁은행에 있으므로 실효가 없는 제도이다.

### 토지와 그 정착물의 신탁
土地－定着物－信託    부동산신탁이라고도 한다. 신탁설정시에 위탁자로부터 이전된 재산이 부동산인 것을 말하며, 그 관리 및 처분을 목적으로 한다. 그 목적을 기준으로 관리부동산신탁과 처분부동산신탁이 있다. 또 관리부동산신탁에는 관리업무의 적극성에 따라 갑종부동산신탁(수탁자가 전적으로 직집 관리하는 것)과 을종부동산신탁(관리업무의 일부인 경리사무 및 법률적 관리만을 수탁자가 담당하고 그 밖의 실질적 관리는 위탁자나 제3자가 관리하는 것을 말하며, 명의신탁에 가까운 것이다)으로 구분하고 있다.

### 지상권의 신탁
地上權－信託    지상권 즉 타인의 토지에 있어서 공작물(工作物) 또는 죽목(竹木)을 소유하기 위하여 그 토지를 사용하는 권리는 신탁회사가 신탁재산으로 회수할 수 있는 유일한 제한물권(制限物權)이다. 지상권신탁은 이러한 지상권의 관리·처분을 하게 하는 것을 목적으로 설정된 신탁을 말한다.

### 금전채권의 신탁
金錢債權－信託    보험금이나 기타 금전채권의 추심 등이 주로 신탁목적으로 되는 신탁이다. 신탁재산은 금전채권이며, 수탁자인 신탁은행이 스스로 채권자가 되어 원리금의 수령은 물론 시효중단·독촉, 기타 채권 보전에 필요한 일체의 행위를 수익자를 위해서 한다.

### 동산의 신탁
동산의 관리 또는 처분을 하게 하는 것을 목적으로 설정된 신탁을 말한다. 주로 철도·차량·항공기·교량 등이 신탁재산으로 되는데 우리나라에서 실시된 예는 없고 다만 제도상 수탁할 수 있도록 되어 있을 뿐이다.

### 전세권의 신탁
전세금(傳貰金)을 지급하고 타인의 부동산을 점유하여 그 부동산의 용도에 따라 사용수익하는 것을 내용으로 하는 물권의 관리·처분을 하게 하는 것을 목적으로 설정된 신탁을 말한다.

### 토지임차권의 신탁
토지의 임차권의 관리 또는 처분을 목적으로 하는 신탁이다. 신탁회사는 임차권 중 토지의 임차권만이 신탁재산으로 수탁할 수 있도록 인정되고 있다.

### 담보부사채신탁
사채(社債)에 대하여 붙여진 물상담보권, 즉 물권 또는 권리상에 설정된 질권(質權) 또는 저당권의 신탁을 말한다. 따라서 사채담보권 신탁이라고 부르는 것이 옳다는 학자도 있다. 보통 담보부채권에는 채권자와 담보권자가 동일인이나 담보부사태의 경우에는 담보물건은 하나지만 채권자는 담보부사채권을 소유하는 다수인이다. 그러므로 이때에 그 물상담보권을 신탁회사에 신탁하여 다수 사채권자를 위하여 보전 또는 실행케 하는 것을 목적으로 하는 제도로 마련된 것이 담보부 사채신탁제도이며 신탁은행은 특별법인 담보부 사채신탁법(1962.1.20 법률 제991호)의 정하는 바에 따라서 수탁업무를 한다.

### 증권투자신탁
증권투자신탁 제도를 확립하고 증권투자신탁의 수익자를 보호함으로써 일반 투자자에 의한 증권투자를 용이하게 할 목적으로 증권투자신탁업법(1969. 8.4. 법률 제2129호)이 마련되어 있다.  증권투자신탁은 증권투자신탁업법에서 '위탁자의 지시에 따라 수탁자가 투자신탁의 신탁재산을 특정유가증권에 대하여 투자하고 운용하며, 그 수익권을 분할하여 불특정 다수인에게 취득시킴을 목적으로 하는 것'이라고 정의하고 있다. 한국신탁은행은 한국투자공사가 위탁자가 되어 설정한 증권투자신탁의 수탁자로서의 업무를 하고 있다.

### 판례

#### 신탁회사의 주의의무위반 책임의 성격
신탁회사가 신탁계약의 체결을 권유하면서 합리적인 투자판단을 할 수 있도록 고객을 보호하여야 할 주의의무를 위반함으로써 고객이 본래 체결하지 않았을 신탁계약을 체결하게 된 경우, 신탁회사는 신탁계약 체결로 고객이 입게 된 손해에 관하여 불법행위로 인한 손해배상책임을 지고, 다른 특별한 사정이 없는 한 계약상의채무불이행에 의한 손해배상책임을 지지는 않는다.

## 같이 보기
- 경쟁법
- 서울신탁은행